# إيفان غوتي
إيفان غوتي (بالإيطالية: Ivan Gotti) مواليد 28 مارس 1969 في إيطاليا، هو دراج إيطالي سابق في صنف سباق الدراجات على الطريق.

## سباقات أو مراحل فاز بها
- طواف إيطاليا

## روابط خارجية
- إيفان غوتي على موقع أرشيف الدراجات (الإنجليزية)
- إيفان غوتي على موقع إحصائيات الدراجات الإحترافية (الإنجليزية)
- إيفان غوتي على موقع CycleBase (الإنجليزية)
- http://www.trap-friis.dk/cykling/italy.Gotti.htm